# Masseødelæggelsesvåben
Begrebet masseødelæggelsesvåben bruges som en betegnelse for ikke-konventionelle våben, der har evnen til at medføre store, ukontrollerbare tab. Begrebet blev formentlig brugt første gang i 1937 med reference til masseødelæggelsen af Guernica, Spanien, ved luftbombning. Efterfølgende blev det brugt om bombningen af Hiroshima og Nagasaki. Under den kolde krig ændrede begrebet betydning, og blev nu kun brugt om de såkaldte ikke-konventionelle våben. Under optakten til invasionen af Irak i 2003 vandt begrebet stor udbredelse og blev flittigt anvendt i medierne.
Betegnelsen masseødelæggelsesvåben anvendes sædvanligvis primært blandt civilister. I militær terminologi anvender man begrebet CBRN-våben i stedet for det civile og mere udefinerbare ”masseødelæggelsesvåben”. CBRN er en engelsk forkortelse for Chemical, Biological, Radiological, and Nuclear weapons (da.: Kemiske, Biologiske, Radioaktive og Nukleare våben). CBRN er således en militær betegnelse for alle typer af masseødelæggelsesvåben eller kampstoffer, der anvender et eller flere af de fire elementer. CBRN er en nyere betegnelse, der delvist har afløst NATO's gamle betegnelser ABC (en.:Atomic, Biological & Chemical) og den senere NBC (en.: Nuclear, Biological & Chemical). 
Forkortelsen NBC (på dansk Nukleare, Biologiske og Kemiske våben) blev introduceret efter opfindelsen af brintbomben, der ikke er en atombombe, men et nukleart våben, da der anvendes isotoper af brint som fusionsmateriale. Betegnelsen NBC vandt dog aldrig rigtig indpas i Danmark, hvor man mange steder fortsat bruger betegnelsen ABC (på dansk Atomare, Biologiske og Kemiske våben). CBRN inkluderer, til forskel fra de gamle betegnelser, Radiologiske våben, der er våben, som er designet til at sprede radioaktivt materiale uden en egentlig fission. En såkaldt "beskidt bombe" er netop sådan en type radiologisk våben, hvor det radioaktive stof spredes ved hjælp af konventionelt sprængstof – der er altså ikke tale om en egentlig atombombe i almindelig forstand.
Nogle steder taler man også om CBRN-hændelser. Dette dækker over både egentlige kamphandlinger, men også hændelser, der har karakter af, og kan have samme følgeskader, som egentlige kamphandlinger begået med våben inden for ovenstående kategorier, men som er at betragte som uheld. Begrebet kaldes også ROTA; Releases Other Than Attack.
- Wikimedia Commons har flere filer relateret til Masseødelæggelsesvåben

| Våben | Spire Denne artikel om våben er en spire som bør udbygges. Du er velkommen til at hjælpe Wikipedia ved at udvide den. |